# Litsea calophylla
Litsea calophylla är en lagerväxtart som först beskrevs av Wilhelm Sulpiz Kurz, och fick sitt nu gällande namn av Elmer Drew Merrill. Litsea calophylla ingår i släktet Litsea och familjen lagerväxter. Inga underarter finns listade i Catalogue of Life.